# Okres Pannonhalma
Okres Pannonhalma (maďarsky Pannonhalmi járás) je okres v severním Maďarsku v župě Győr-Moson-Sopron. Jeho správním centrem je město Pannonhalma.
Podle nového administrativního uspořádání Maďarska, od počátku roku 2013, je v okrese Pannonhalma ( maďarsky Pannonhalmi járás) jedno město a 16 vesnic. Níže uvedený seznam obcí není aktuální.

## Sídla
| - Bakonygyirót - Bakonypéterd - Bakonyszentlászló - Écs - Fenyőfő - Győrasszonyfa - Lázi - Nyalka - Pannonhalma | - Pázmándfalu - Ravazd - Románd - Sikátor - Táp - Tápszentmiklós - Tarjánpuszta - Veszprémvarsány |